# Brunn (Windsbach)

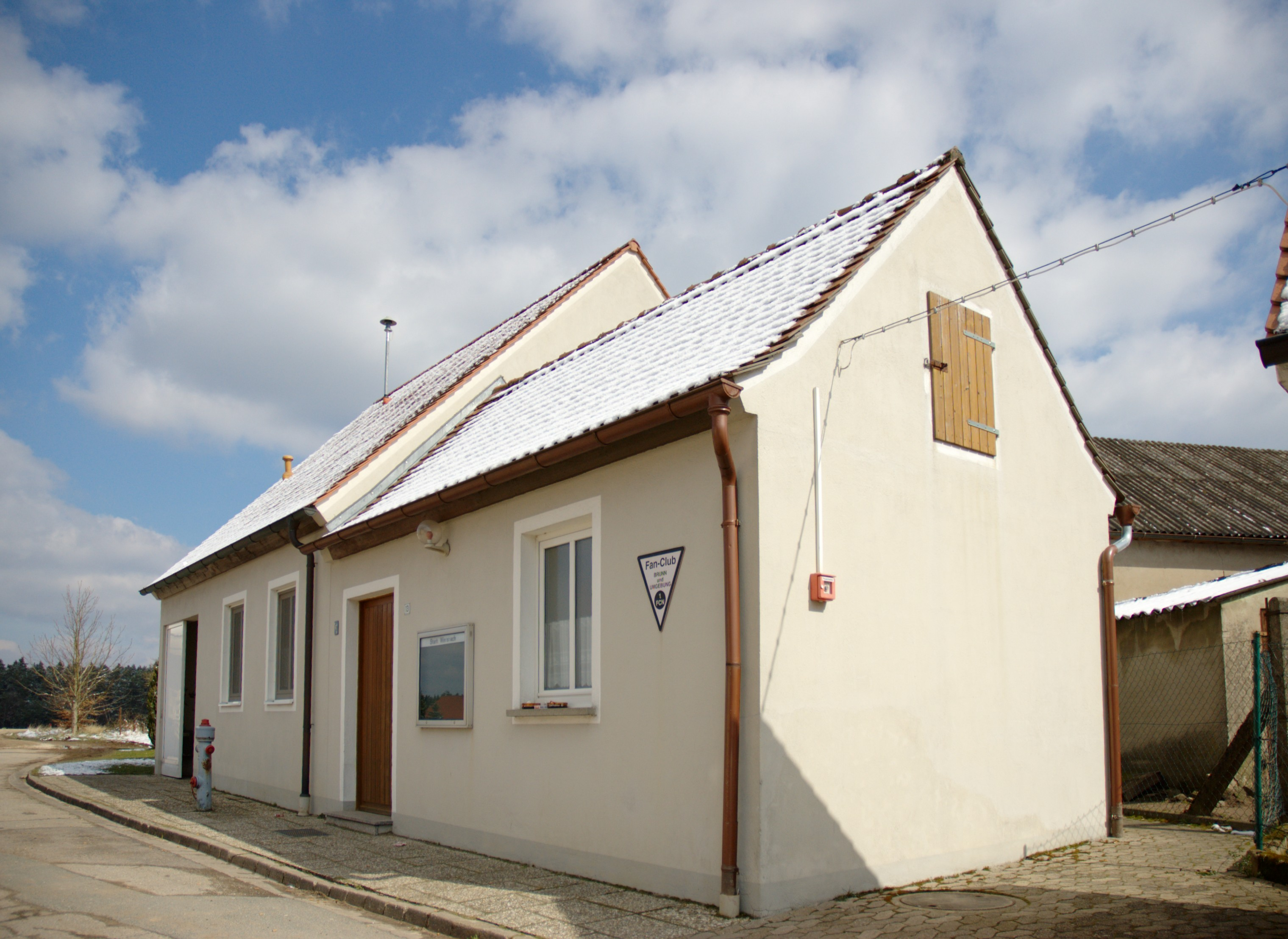
Vereinsheim des 1. FCN-Fanclubs Brunn und Umgebung e. V.

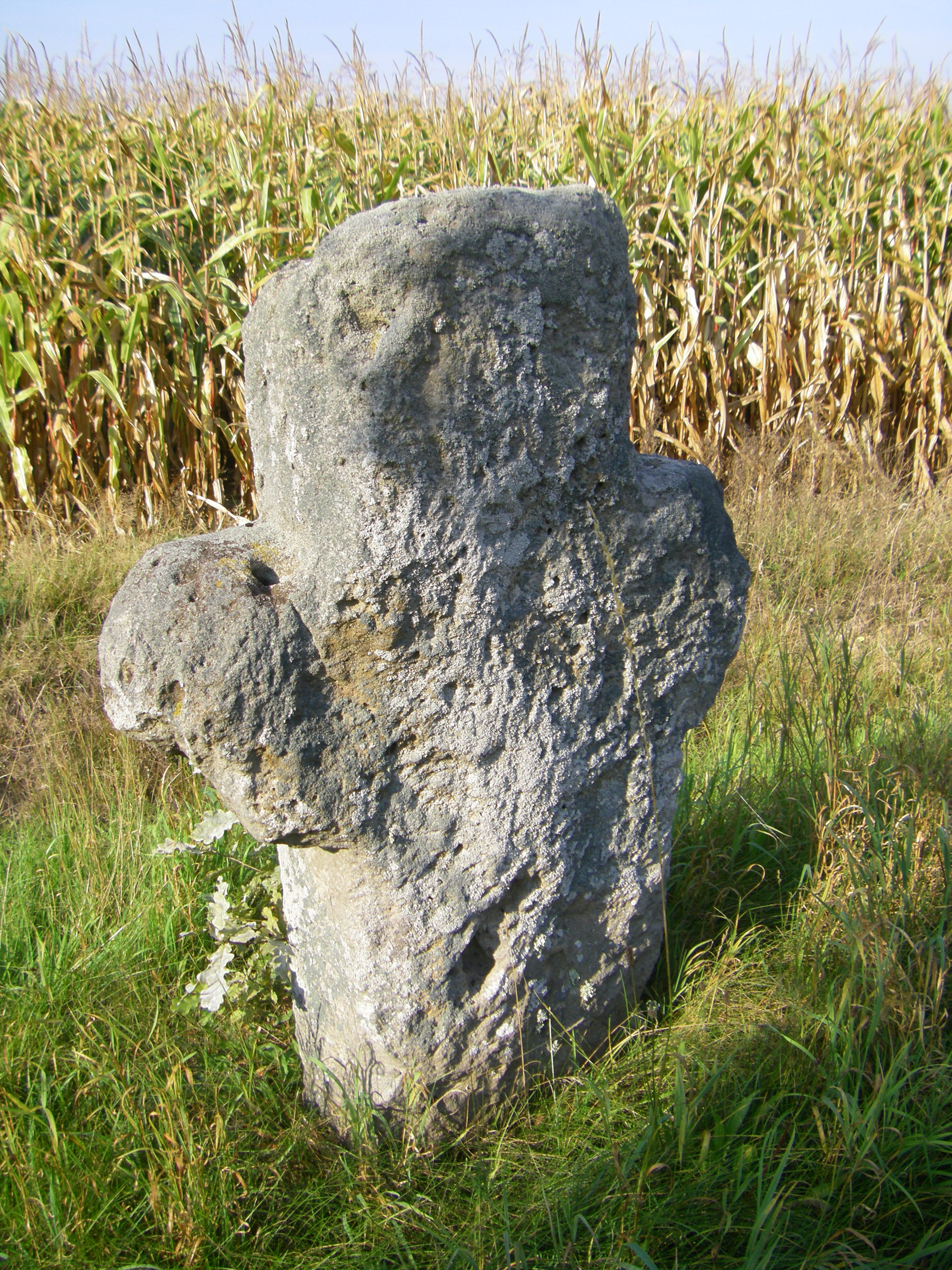
Steinkreuz

Brunn (fränkisch ebenfalls Brunn) ist ein Gemeindeteil der Stadt Windsbach im Landkreis Ansbach (Mittelfranken, Bayern). Die Gemarkung Brunn hat eine Fläche von 9,952 km². Sie ist in 1067 Flurstücke aufgeteilt, die eine durchschnittliche Flurstücksfläche von 9327,22 m² haben. In ihr liegen neben dem namensgebenden Ort die Gemeindeteile Kettersbach und Leipersloh.

## Geografie
Östlich des Dorfes liegt der Brunner Wald mit dem Rötelbuck als höchster Erhebung (441 m ü. NHN), südöstlich liegt das Waldgebiet Holzwinkel. In der Umgebung gibt es zwei Quellen, die zum Kettersbach zusammenfließen, der ein rechter Zufluss der Aurach ist. Die Kreisstraße AN 15 führt nach Kettersbach (1,5 km nordöstlich) bzw. nach Moosbach (1,7 km südwestlich). Eine Gemeindeverbindungsstraße führt zur Staatsstraße 2220 unmittelbar nördlich von Hergersbach (2 km südlich). Ein Wirtschaftsweg führt nach Suddersdorf (1,3 km nördlich).

## Geschichte
Brunn wurde 1150 erstmals urkundlich erwähnt, als Graf Rapoto von Abenberg dem Kloster Heilsbronn u. a. Höfe dieses Ortes schenkte. Der Ortsname bezeichnet eine Siedlung bei einer Quelle. 1154/57 und 1165 wurden vom Kloster Güter bzw. Rechte im Ort veräußert, 1164 kam es zu einer weiteren Erwerbung. Um 1200 wurden diese Güter von den Abenberger Burggrafen wieder zurückgekauft. 1296 verkaufte Konrad II. von Abenberg seinen gesamten Besitz an das eichstättische Chorherrenstift St. Nikolaus zu Spalt. Zwei Höfe gelangten jedoch an die Burggrafschaft Nürnberg. Im eichstättischen Salbuch, das um 1300 entstanden ist, wurden für den Ort 4 Huben, 4 Lehen und Neubrüche verzeichnet. Der Hauptmannschaft Hergersbach der Reichsstadt Nürnberg unterstanden 1529 2 Untertansfamilien im Ort.
Gemäß dem 16-Punkte-Bericht des Oberamts Windsbach von 1608 gab es in Brunn 10 Mannschaften: 1 Hof gehörte der Reichsstadt Nürnberg, 1 Hof und 1 Gut dem Kastenamt Schwabach, 4 Höfe und 3 Güter dem eichstättischen Kastenamt Abenberg. Außerdem gab es ein Gemeindehirtenhaus. Das Hochgericht übte das brandenburg-ansbachische Kasten- und Stadtvogteiamt Windsbach aus.
1637 heißt es, dass „allda seit 1632 niemand mehr gewohnt hat, alles abgebrannt und zu Haufen gefallen ist und keine Furche mehr angebaut wurde“. Erst ab 1680 ließen sich wieder Leute nieder, unter ihnen war aber keiner der früheren Besitzer. In der Amtsbeschreibung des Pflegamtes Lichtenau aus dem Jahr 1748 wurden für den Ort 12 Untertansfamilien angegeben, wovon zwei der Hauptmannschaft Hergersbach des Pflegamts Lichtenau unterstanden und zehn anderen Grundherren.
Gegen Ende des 18. Jahrhunderts gab es in Brunn 13 Anwesen und ein Gemeindehirtenhaus. Das Hochgericht übte das brandenburg-ansbachische Kasten- und Stadtvogteiamt Windsbach aus, die Dorf- und Gemeindeherrschaft hatte das eichstättische Kastenamt Abenberg. Grundherren waren das Kastenamt Windsbach (2 Halbhöfe, 1 Wirtsgut mit Badhaus), das Kastenamt Abenberg (3 Höfe, 1 Dreiviertelhof, 1 Halbhof, 3 Güter) und das Landesalmosenamt der Reichsstadt Nürnberg (1 Hof, 1 Gut). Von 1797 bis 1808 unterstand der Ort dem Justiz- und Kammeramt Windsbach.
1806 kam Brunn an das Königreich Bayern. Im Rahmen des Gemeindeedikts wurde Brunn dem 1808 gebildeten Steuerdistrikt Bertholdsdorf und der 1810 gegründeten Ruralgemeinde Bertholdsdorf zugeordnet. Mit dem Zweiten Gemeindeedikt (1818) entstand die Ruralgemeinde Brunn, zu der Kettersbach und Leipersloh gehörten. Sie war in Verwaltung und Gerichtsbarkeit dem Landgericht Heilsbronn zugeordnet und in der Finanzverwaltung dem Rentamt Windsbach. Von 1862 bis 1879 gehörte Brunn zum Bezirksamt Heilsbronn, ab 1880 zum Bezirksamt Ansbach (1939 in Landkreis Ansbach umbenannt) und zum Rentamt Heilsbronn (1919–1929: Finanzamt Heilsbronn, seit 1929: Finanzamt Ansbach). Die Gerichtsbarkeit blieb beim Landgericht Heilsbronn (1879 in Amtsgericht Heilsbronn umbenannt), seit 1956 ist das Amtsgericht Ansbach zuständig. Die Gemeinde hatte 1964 eine Gebietsfläche von 9,969 km². Am 1. Januar 1972 wurde sie im Zuge der Gebietsreform in Bayern nach Windsbach eingemeindet.

### Historische Ortskarte

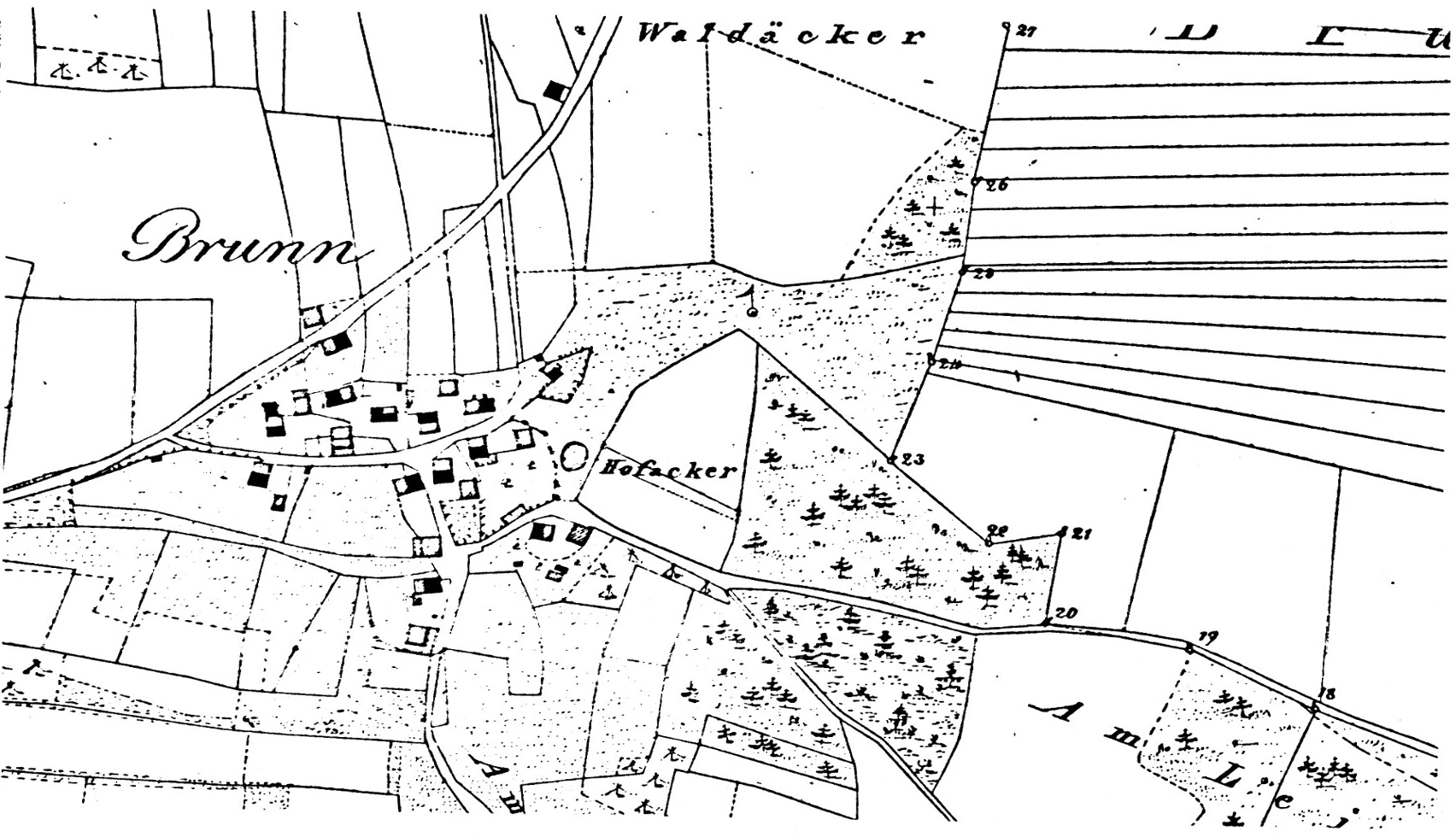
Ortsplan von 1820

### Baudenkmäler
- Haus Nr. 3: Backofen aus Sandsteinquadern, 19. Jahrhundert[22]
- Backofen[22]
- In Richtung Kettersbach steht ein mittelalterliches Steinkreuz aus Blasensandstein mit Einritzungen (zwei Fische und eine Sense). Es wird erzählt, zwei Fischer seien an dieser Stelle in Streit geraten, in dessen Verlauf der eine den anderen mit der Sense erstochen habe. Er sei begnadigt worden, weil er ein Sühnekreuz errichtet und für die Hinterbliebene gesorgt habe.[23]

ehemalige Baudenkmäler
- Haus Nr. 7: Eine Scheune in Massivbau mit Fachwerkgiebel, wohl um 1800.[22]
- Gemeindehäuschen, ehemaliges Armenhaus bzw. Wohnhaus des Schäfers, Massivbau, 18. Jahrhundert[22]
- Kellerbau[22]

### Einwohnerentwicklung
Gemeinde Brunn
| Jahr      | 1818   | 1840   | 1852   | 1855   | 1861   | 1867   | 1871   | 1875   | 1880   | 1885   | 1890   | 1895   | 1900   | 1905   | 1910   | 1919   | 1925   | 1933   | 1939   | 1946   | 1950   | 1952   | 1961  | 1970   |
| Einwohner | 230    | 299    | 304    | 303    | 283    | 280    | 263    | 286    | 304    | 305    | 293    | 282    | 270    | 283    | 298    | 286    | 275    | 265    | 254    | 364    | 328    | 328    | 272   | 260    |
| Häuser    | 44     | 49     |        |        |        |        | 55     |        |        | 64     | 59     |        | 56     |        |        |        | 47     |        |        |        | 54     |        | 56    |        |
| Quelle    | [ 25 ] | [ 26 ] | [ 27 ] | [ 27 ] | [ 28 ] | [ 29 ] | [ 30 ] | [ 31 ] | [ 32 ] | [ 33 ] | [ 34 ] | [ 35 ] | [ 36 ] | [ 35 ] | [ 37 ] | [ 35 ] | [ 38 ] | [ 35 ] | [ 35 ] | [ 35 ] | [ 39 ] | [ 35 ] | [ 1 ] | [ 40 ] |

Ort Brunn
| Jahr      | 001818 | 001840 | 001861 | 001871 | 001885 | 001900 | 001925 | 001950 | 001961 | 001970 | 001987 |
| Einwohner | 68     | 95     | 99     | 93     | 98     | 96     | 98     | 99     | 95     | 82     | 73     |
| Häuser    | 15     | 20     |        |        | 21     | 18     | 19     | 19     | 21     |        | 17     |
| Quelle    | [ 25 ] | [ 26 ] | [ 28 ] | [ 30 ] | [ 33 ] | [ 36 ] | [ 38 ] | [ 39 ] | [ 1 ]  | [ 40 ] | [ 2 ]  |

### Bürgermeister
| Name                   | Herkunft       | Amtszeit  |
| ---------------------- | -------------- | --------- |
| Georg Trost            | Leipersloh 6   | 1818–1827 |
| Anton Arnold           | Leipersloh 16  | 1827–1830 |
| Anton Maurer           | Kettersbach 5  | 1830–1834 |
| Anton Arnold           | Leipersloh 16  | 1834–1839 |
| Anton Maurer           | Kettersbach 5  | 1839–1845 |
| Georg Adam Trost       | Leipersloh 6   | 1845–1851 |
| Johann Arnold          | Leipersloh 9   | 1851–1854 |
| Johann Michael Winkler | Kettersbach 8  | 1854–1863 |
| Georg Adam Riedl       | Brunn 2        | 1863–1864 |
| Kaspar Trost           | Leipersloh 6   | 1865–1900 |
| Josef Höfling          | Leipersloh 3   | 1900–1903 |
| Johann Maurer          | Kettersbach 5  | 1903–1906 |
| Johann Georg Arnold    | Leipersloh 9   | 1906–1912 |
| Johann Thomas Schwarz  | Leipersloh 1   | 1912–1919 |
| Johann Georg Hofer     | Brunn 8        | 1919–1925 |
| Johann Wimmer          | Kettersbach 10 | 1925–1933 |
| Johann Georg Schwab    | Kettersbach 17 | 1933–1945 |
| Johann Wimmer          | Kettersbach 10 | 1945–1960 |
| Georg Brückner         | Kettersbach 3  | 1960–1971 |

## Religion
Die Untertanen des Kastenamtes Abenberg blieben auch nach der Reformation katholisch. Die Einwohner evangelisch-lutherischer Konfession sind bis heute nach St. Georg (Bertholdsdorf) gepfarrt, die Einwohner römisch-katholischer Konfession nach St. Vitus (Veitsaurach).

## Bilder

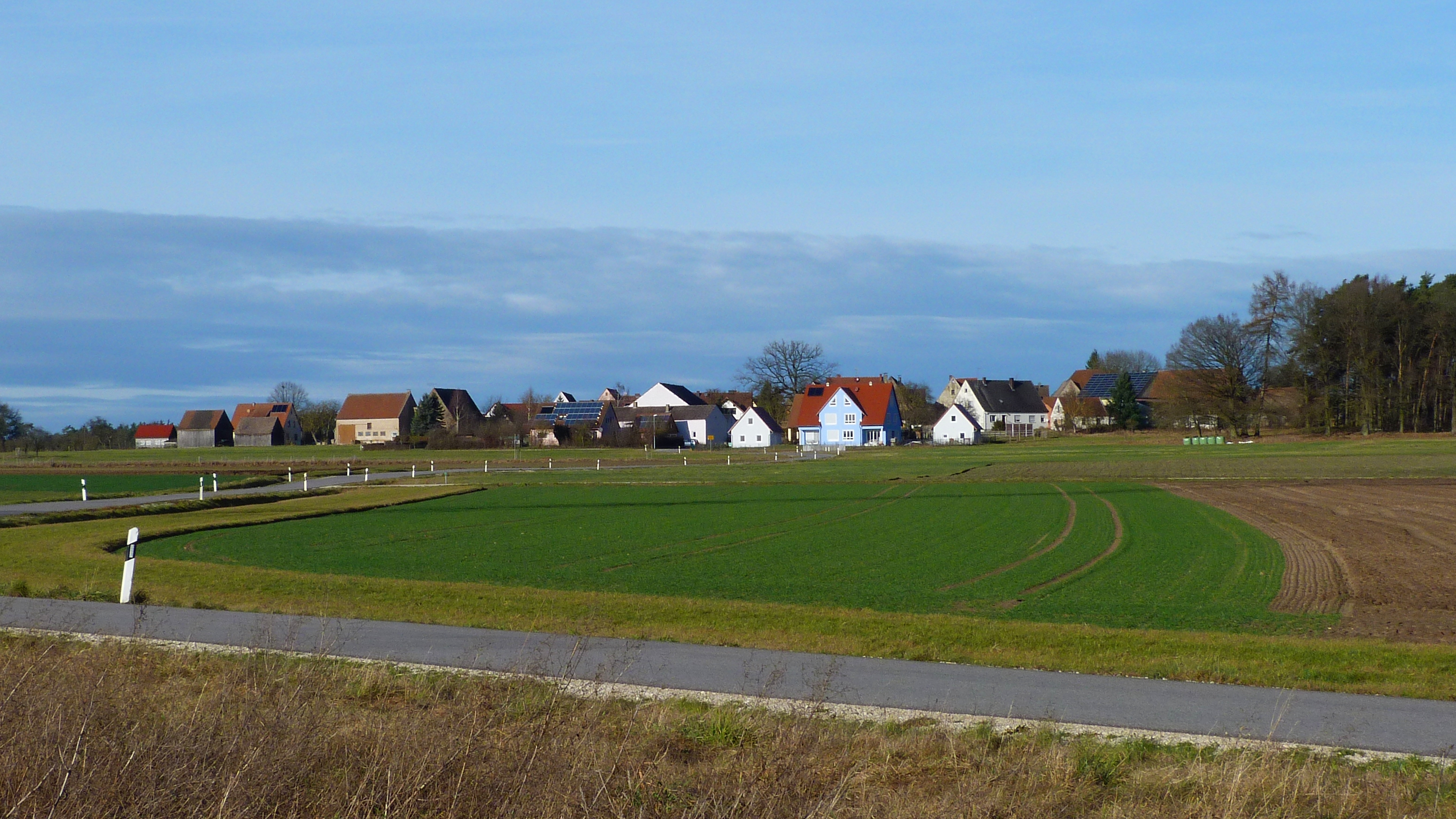
Ortsansicht
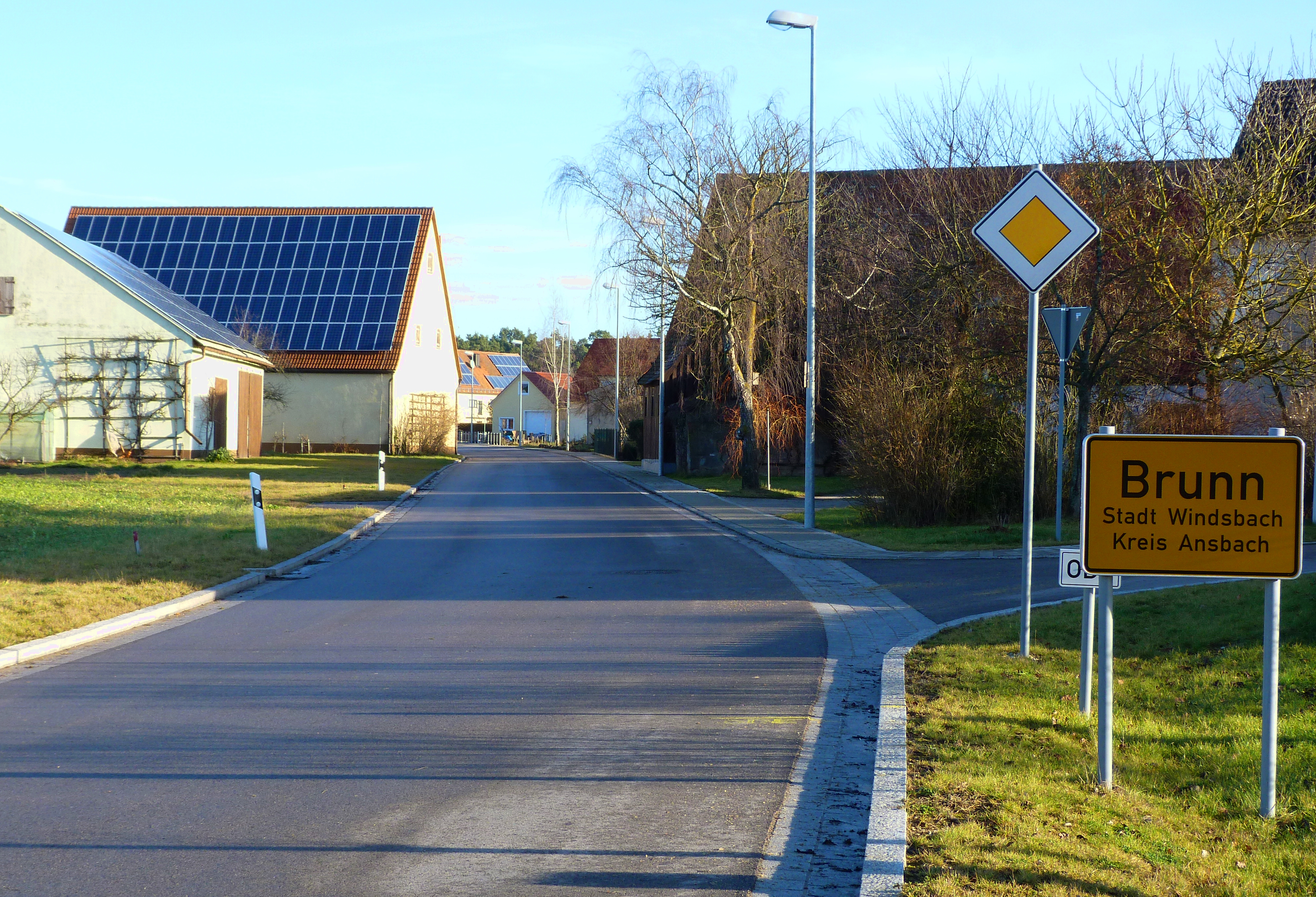
Ortseinfahrt
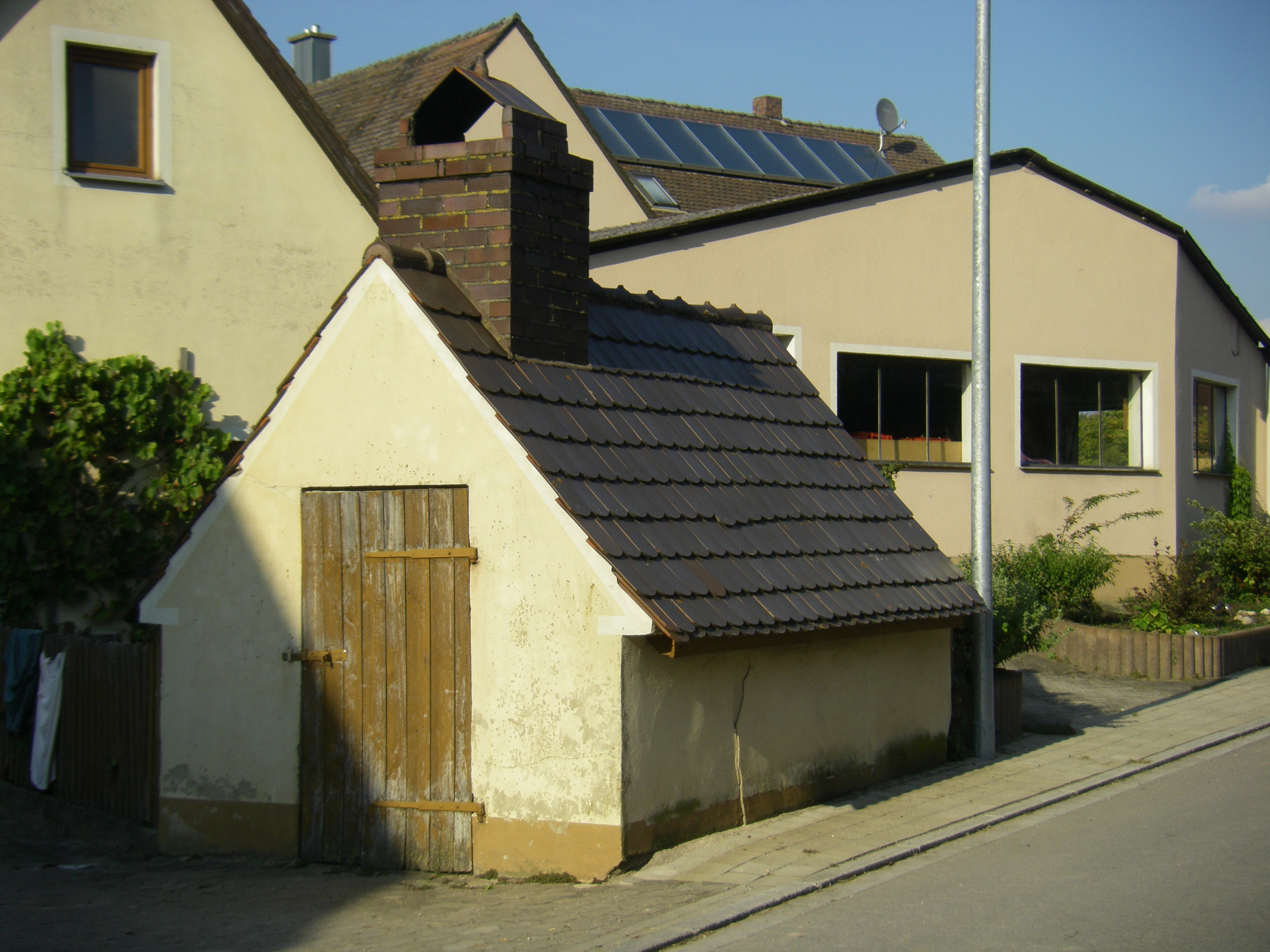
Backhaus
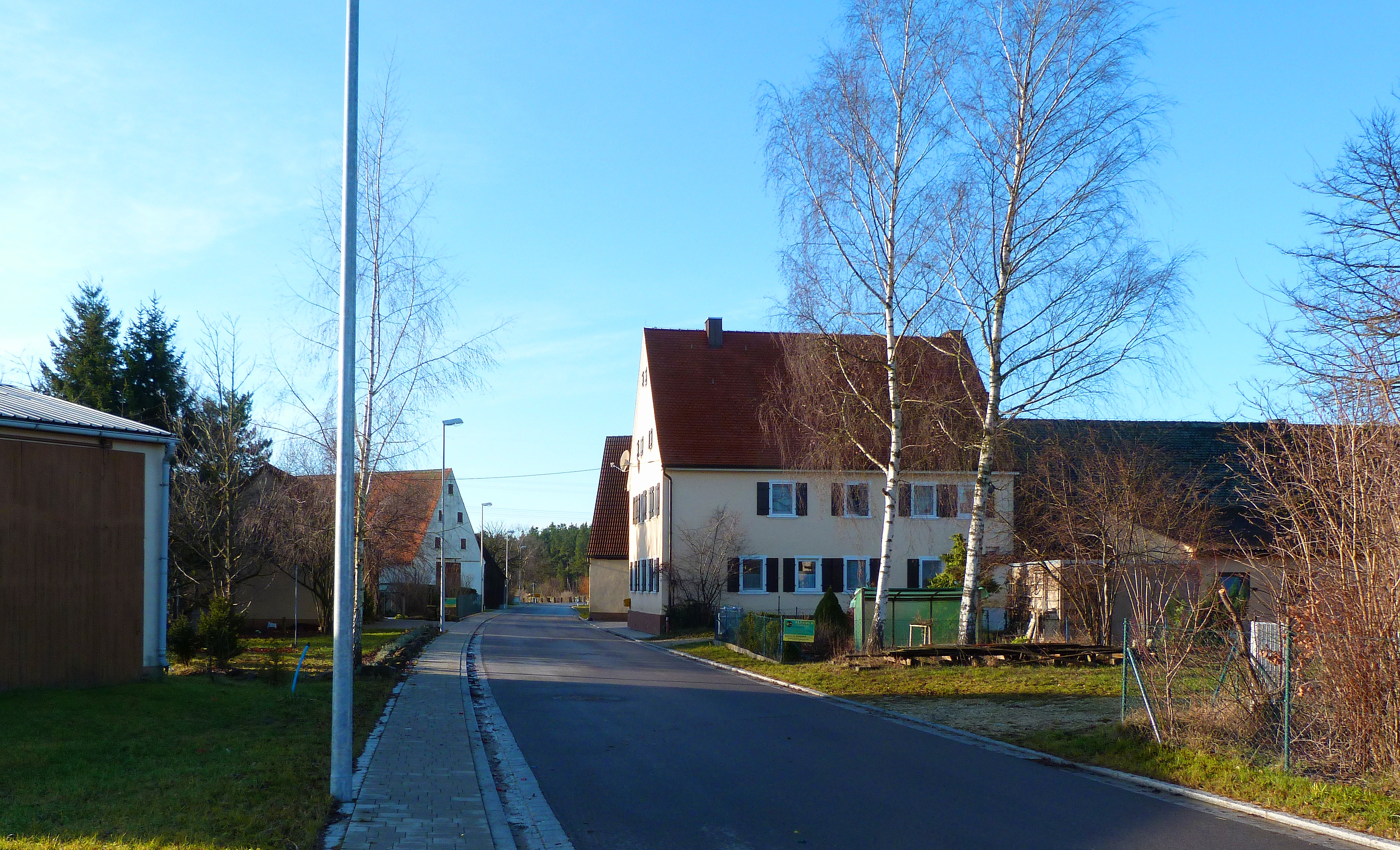
Im Ort